# Bärnseemoor
Bärnseemoor este o arie protejată (arie specială de conservare — SAC, sit de importanță comunitară — SCI) din Germania întinsă pe o suprafață de 94,72 ha, integral pe uscat.

## Localizare
Centrul sitului Bärnseemoor este situat la coordonatele 47°47′40″N 12°20′12″E / 47.7944°N 12.3367°E.

## Înființare
Situl Bärnseemoor a fost declarat sit de importanță comunitară în martie 2001 pentru a proteja 1 specie de plante. Situl a fost protejat și ca arie specială de conservare în aprilie 2016.

## Biodiversitate
Situată în ecoregiunea continentală, aria protejată conține 8 habitate naturale: Lacuri și iazuri distrofice naturale, Pajiști cu Molinia pe soluri calcaroase, turboase sau argilos-nămoloase (Molinion caeruleae), Liziere de ierburi înalte hidrofile de câmpie și de nivel montan până la alpin, Mlaștini oligotrofe degradate, capabile încă de regenerare naturală, Mlaștini turboase de tranziție și turbării mișcătoare, Depresiuni pe substraturi de turbă de Rhynchosporion, Mlaștini alcaline, Mlaștini împădurite.
La baza desemnării sitului se află o specie protejată de  plante: moșișoare (Liparis loeselii).
Pe lângă speciile protejate, pe teritoriul sitului au mai fost identificate 1 specie de plante.